# Cearadactylus
Cearadactylus ("prst z Ceara") byl rodem poměrně velkého pterodaktyloidního ptakoještěra, který žil v křídovém období (stupeň apt) na území dnešní Brazílie. Rozpětí křídel je u tohoto rodu odhadováno na 4 až 5,5 metru a hmotnost asi na 15 kilogramů. Zářez v čelisti a ostré, do sebe zapadající zuby nasvědčují rybožravosti (adaptace k zachycení kluzké kořisti).
Typovým a dosud jediným popsaným druhem je C. atrox, formálně popsaný v roce 1985. Byl objeven na plošině Araripe v geologickém souvrství Santana (severovýchodní Brazílie). Tento taxon je znám pouze podle jediné objevené lebky.

## V populární kultuře
Cearadactylus se objevuje v původním Crichtonově románu Jurský park. V knize tito pterosauři napadnou Alana Granta a dvojici dětí v prostoru voliéry. Jako záporný aktér děje je uveden také v animovaném americkém filmu The Land Before Time VII z roku 2000.